# 豊橋鉄道モハ200形電車
豊橋鉄道モハ200形電車（とよはしてつどうモハ200かたでんしゃ）は、かつて豊橋鉄道が保有していた路面電車用の電車である。
1949年（昭和24年）に市内線で運転を開始した車両である。元は北海道の路面電車である旭川市街軌道が保有していた車両で、中古車ながら市内線では23年ぶりの新型車両になった。単車であり、ボギー車の増備にともなって1965年（昭和40年）に廃車された。
廃車の前年、形式称号がモハ200形からモ200形に変更されている。

## 概要
1949年（昭和24年）2月25日付で旭川市街軌道から購入した車両である。4両（車両番号は201から204まで）導入された。旭川市街軌道時代の番号は順に24・27・12・13で、24・27は1930年（昭和5年）8月汽車製造製、12・13は1929年（昭和4年）7月川崎車輌製である。
車両は半鋼製の低床車であった。幅が広く角ばった車体であり、幅の広さゆえの収容力を活かしてラッシュ時や団体輸送で重宝された。車体側面には前後1か所ずつのドアと戸袋窓、それに6枚の客室窓が並んだ。登場時の塗装は戦後の暗い雰囲気を和らげるようなスカイブルー一色であったが、のちに緑と黄のツートーンへと塗り替えられた。また、屋根上に取り付けられたお椀形のベンチレーターも特徴の一つであった。
集電装置は当初トロリーポールを使用していたが、1954年（昭和29年）8月3日に204がビューゲルに取り替えたのを皮切りに、10月までに全車のビューゲル化が完了した。ビューゲルは中央の1か所のみであったが、トロリーポールは前後の2か所に取り付けられ、折り返し時のポール回しを省略していた。
1963年（昭和38年）に名古屋市電からボギー車が大量に転入すると単車のモハ200形は余剰になり、このころから休車状態となった。1964年（昭和39年）7月22日付の形式称号改定でモハ200形からモ200形に変わったが、その翌年の1965年（昭和40年）5月24日付で廃車された。うち2両の車体が赤岩口車庫に1980年頃まで残されていた。

## 主要諸元
廃車時点の諸元を示す。メーカー・製造年の違いで、一部が異なる。
201・202（元旭川市街軌道 24・27）
- 製造者：汽車製造東京支店
- 定員：44人（座席定員 20人）
- 自重：8.74トン
- 最大寸法
  - 長：8,350mm
  - 幅：2,438mm
  - 高：3,726mm
- 台車：汽車製造製 ブリル79-E系（低床台車、車輪径 660mm）
- 軸距：2,134mm
- 電動機：HS-301（30馬力） 2個
- 歯車比：5.70

203・204（元旭川市街軌道 12・13）
- 製造者：川崎車輌
- 定員：44人（座席定員 20人）
- 自重：8.74トン
- 最大寸法
  - 長：8,200mm
  - 幅：2,438mm
  - 高：3,720mm
- 台車：川崎車輌製 ブリル21-E系（低床台車、車輪径 660mm）
- 軸距：2,134mm
- 電動機：川崎ES（30馬力） 2個
- 歯車比：5.70

## エピソード
旭川市街軌道のあった旭川から豊橋への輸送手段は鉄道（国鉄）であった。輸送途中、労働争議や台風上陸に巻き込まれたため一時行方不明になり、発送からおよそ2か月たってようやく豊橋に到着した。到着時、車両はぼろぼろの状態になっていた。